# Municipio de Middlebury (Indiana)
El municipio de Middlebury (en inglés: Middlebury Township) es un municipio ubicado en el condado de Elkhart en el estado estadounidense de Indiana. En el año 2010 tenía una población de 8498 habitantes y una densidad poblacional de 92,2 personas por km².

## Geografía
El municipio de Middlebury se encuentra ubicado en las coordenadas 41°38′42″N 85°43′20″O / 41.64500, -85.72222. Según la Oficina del Censo de los Estados Unidos, el municipio tiene una superficie total de 92.16 km², de la cual 91,93 km² corresponden a tierra firme y (0,25 %) 0,23 km² es agua.

## Demografía
Según el censo de 2010, había 8498 personas residiendo en el municipio de Middlebury. La densidad de población era de 92,2 hab./km². De los 8498 habitantes, el municipio de Middlebury estaba compuesto por el 96,72 % blancos, el 0,42 % eran afroamericanos, el 0,12 % eran amerindios, el 0,84 % eran asiáticos, el 0,85 % eran de otras razas y el 1,06 % eran de una mezcla de razas. Del total de la población el 2,35 % eran hispanos o latinos de cualquier raza.